# 錫皮
錫皮是哥倫比亞的城鎮，位於該國西部，由喬科省負責管轄，距離首府基布多79公里，始建於1556年，面積1,274平方公里，海拔高度1,090米，2005年人口2,848。
4°39′N 76°29′W / 4.650°N 76.483°W